# 조르주 루오
조르주 루오(프랑스어: Georges-Henri Rouault, 1871년 5월 27일 ∼ 1958년 2월 13일)는 프랑스의 화가, 판화가이다.

## 생애
조르주 루오는 14세 때에 글라스 그림을 그리는 공방(工房)에 견습공으로 들어갔다. 거기에서 중세 스테인드글라스의 복원 수법을 배웠으나 화가를 지망하여 4년 후에 미술학교에 입학, 포브의 스승인 모로의 지우를 얻는 바가 되었다. 처음에는 모로의 화풍을 따랐으나, 스스로 독자적인 세계를 개척해 나갔다.

## 작품 세계
모로는 예술의 스승 이상으로 정신적인 선배이며 때로는 동지나 친구로서 마음의 지주가 되었다. 이것은 모로의 사후(死後)(1898)에 많은 제자 가운데서 뽑혀 루오가 '모로 미술관'의 관장이 되어 스승의 유작을 관리하는 지위에 오랜 기간 머물렀다는 것으로 알 수 있다. 모로는 루오가 성장한 베르빌의 주민들에 대하여 이렇게 말하고 있다.
'그들은 본질적으로 어둡고 과묵한 종교예술의 애호자이다.' 이러한 지적은 루오의 장래를 멀리 예견하고 있었다. 모로의 사후 루오의 시야에는 포랭과 로트렉 및 도미에가 뚜렷하게 부각되었고, 모두가 사회 비판의 경향이 농후한 화가들이었다. 또한 가톨릭의 문필가 위스망스와 레온 블르와와의 교우는 루오의 종교적인 인생관에 결정적인 계기가 되었다.
가난하고 학대받는 자들에 대한 공감, 부자나 권력자를 향한 분노는 루오에 있어서의 깊은 종교적인 감정에서 유래한다. "가령 창부를 그리는 경우 루오는 이 죄많은 여인이 풍기는 전율할 향기에 취하는 것이 아니고 그녀의 죄에 울고 그녀와 더불어 괴로와하는 것이다(美術史家 드리발)." 세대적인 관점에서 본다면 루오는 포비슴의 와중에 있지만 밝게 삶을 구가하는 그들과는 대극(對極)의 위치에 있었다. 루오의 신앙과 그에 입각한 예술관은 단도직입적(單刀直入的)이다.
그는 "나는 손으로 만질 수 있는 것도, 눈으로 볼 수 있는 것도 믿지 않는다. 내가 믿는 것은 다만 눈에 보이지 않는 것, 즉 느낄 수 있는 것뿐이다." 그는 이처럼 비합리적 세계에서의 계시(啓示)를 어둔 밤 속에서는 빛나는 별을 인정하려 하였다. 그리하여 그의 예술적 탐구는 완성에 도달하기 위해서가 아니고 완성해 낼 수 없는 것의 극(極)을 다하기 위하여 행해진 것이다. 왜냐하면 그에게 있어서 '참다운 예술은 열렬한 고백을 토로할 수 있는 까닭에 가치를 갖는' 것이었기 때문이다.
그것은 암야(暗夜)의 절규이며 자기도 모르게 새어나오는 울음소리와 같은 것이다. 이러한 영혼의 극점에 서서 루오는 단언하기를 '구세주로서 나는 십자가의 그리스도를 믿는다'라고 했다. 이 동안의 소식을 여실히 말해 주는 것으로 판화집 <미세레레>(1948년 발표)가 있다. 1913년 루오는 화상(畵商) 볼라르에게 인정을 받아 아틀리에를 제공받음과 동시에 일정한 금액으로 전작품을 인수받게 되었다. 1917년에는 역시 볼라르와의 계약으로 한때 유채화를 중지하고 판화에만 전념하였으나, 이것이 일반 사람에게 공개된 것은 제2차 세계대전 이후의 일이었다. 이런 것에서도 그가 시류(時流)에서 멀어져 가는 한 요인이 되기도 하였다.
더욱이 그는 용이하게 완성을 인정하지 않는 화가이어서, 독특한 에나멜을 칠한 것과 같은 중후한 마티에르와 농밀(濃密)한 색채로 덮인 작품으로 완성이 될 때까지는 상당히 긴 세월이 소요되었다. 1948년 볼라르의 유산 속에 들어가 있던 약 3백점 이상의 작품을 재판에 의하여 되돌려받았을 때에도, 벌써 이것들을 마음대로 가필 수정할 여력이 없다고 하여 아낌없이 태워버렸던 것이다. 판화 때문에 중단된 유채화의 제작을 다시 시작한 때는 1929년이며, 이 때부터 그의 명성은 높아졌으나 이후 87세의 생애를 마칠 때까지 루오는 현대 화단에 초연한 성화상(聖畵像)의 화가이기도 하였다.

그는 검고 굵은 선을 즐겨 썼는데, 그것이 색채와 어울려서 종교적인 깊이를 느끼게 한다. 그의 그림 소재는 거의 모두가 법관·창녀·어릿광대·기독교인 등의 인물과 도시의 뒷골목 풍경으로 한정되어 있다. 작품으로 <교외의 크리스트> <재판> <붉은 코의 어릿광대> <베로니카> 등이 있고, 판화에서도 뛰어난 작품을 많이 남겼다. 
- 작품 정보 조르주 루오 - 인터넷 아카이브